# Valbrona
Valbrona ist eine norditalienische Gemeinde (comune) in der Provinz Como in der Lombardei. 

## Lage und Einwohner
Die Gemeinde liegt etwa 20 Kilometer ostnordöstlich von der Provinzhauptstadt Como am Comer See und etwa 10 Kilometer westnordwestlich von Lecco. Valbrona grenzt unmittelbar an die Provinz Lecco und umfasst die Fraktionen Candalino, Maisano, Osigo, Visino und Liscione. 1927 wurde der heutige Ortsteil Visino, der bis dahin eine eigenständige Gemeinde war, eingemeindet. Die Gemeinde hat 2629 Einwohner (Stand 31. Dezember 2023)
Die Nachbargemeinden sind: Abbadia Lariana (LC), Asso, Canzo, Lasnigo, Mandello del Lario (LC), Oliveto Lario (LC) und Valmadrera (LC).

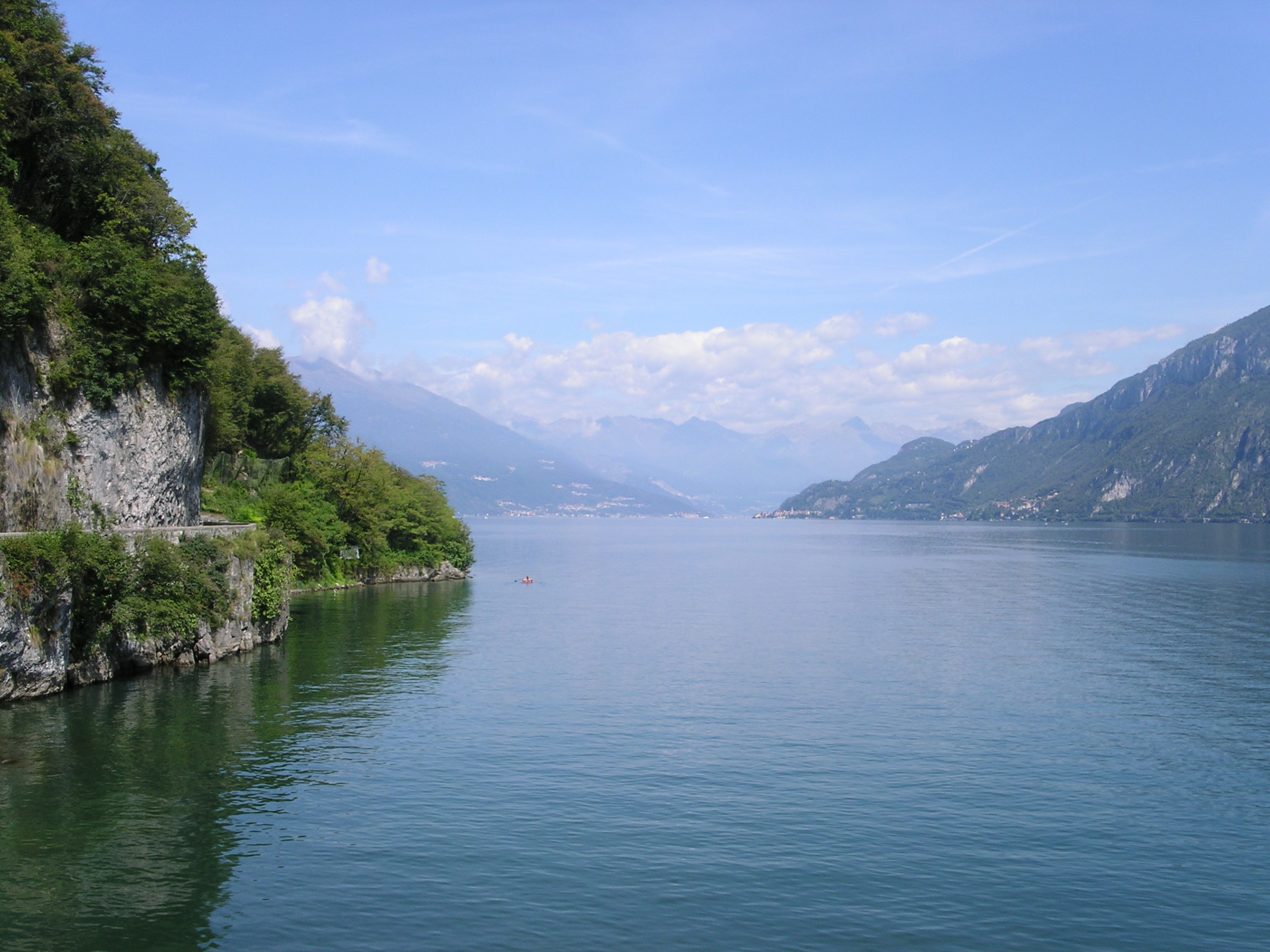
Comersee: Arm von Lecco

## Sehenswürdigkeiten
- Pfarrkirche San Michele (16. Jahrhundert)[2] mit Fresken der Maler Ambrogio da Fossano genannt il Bergognone (1453–1523), Andrea Appiani,  Pier Francesco Mazzucchelli, genannt il Morazzone (* 29. Juli 1573 in Morazzone; † 1626 in Piacenza) und Daniele Crespi (* 1597 in Busto Arsizio; † 19. Juli 1630 in Mailand).
- Pfarrkirche Santi Apollinare e Materno[3]
- Pfarrkirche Santa Maria Assunta[4]
- Kirche Madonna Addolorata (1703)[5]
- Kirche San Rocco (16. Jahrhundert)[6]
- Wallfahrtskirche Madonna della Febbre[7]
- Verschiedene Römergräber
- Verschiedene Grotten: Grotta del Maiale, Grotta delle Capre, Grotta Clementina, Grotta della Lella,  Grotta il pulpito del re und Grotta del Socio.